# فرناندو أوليفيلا
فرناندو أوليفيلا (بالإسبانية: Ferran Olivella)، من مواليد 22 يونيو 1936 ، لاعب كرة قدم إسباني سابق. لعب مع منتخب إسبانيا لكرة القدم.

## روابط خارجية
- فرناندو أوليفيلا على موقع الاتحاد الدولي (مؤرشف)  (الإنجليزية)
- فرناندو أوليفيلا على موقع قاعدة بيانات كرة القدم.إي يو (الإنجليزية)
- فرناندو أوليفيلا على موقع ناشيونال فوتبول تيمز (الإنجليزية)
- فرناندو أوليفيلا على موقع عالم كرة القدم.نت (الإنجليزية)